# Jonas Petri Falkius
Jonas Petri Falkius, född i Malexanders församling, död 1663 i Kullerstads församling, Östergötlands län, var en svensk präst.

## Biografi
Falkius föddes i Malexanders församling. Han prästvigdes 7 april 1628 och blev 1635 komminister i Herrberga församling. Falkius blev 1651 kyrkoherde i Kullerstads församling och avled där 1663.

### Familj
Falkius gifte sig första gången med Sara (död 1649). De fick tillsammans barnen Anna Falkius, Petrus Falkius (född 1638), Elisabeth Falkius (född 1641) och Catharina Falkius (död 1651).
Falkius gifte sig andra gången 1652 med Brita Olofsdotter Kylander. Hon var dotter till kyrkoherden Nicolaus Johannis Kylander i Mjölby församling. Falkius och Kylander fick barnen Ingrid Falkius (1653–1654) och Israel (död 1657). Brita Olofsdotter Kylander hade tidigare varit gift med kyrkoherden Jonas Neokylander i Kullerstads församling och gifte efter Falkius död om sig med kyrkoherden Petrus Corylander i Kullerstads församling.